# Karaiskakis Stadion
Karaiskakis Stadion (græsk: Γήπεδο Γεώργιος Καραϊσκάκης), er et fodboldstadion beliggende i neo Faliro-området i Piræus i Grækenland. Det er hjemmebane for Olympiakos F.C. og er opkaldt efter Georgios Karaiskakis, en helt fra den græske uafhængighedskrig), som blev dødeligt såret i dette område. Under UEFA's tidligere klassifikationssystem, som blev ændret i 2006, var stadionet et af kun 14 i Europa, som opnåede 4 stjerner.
Under navnet Neo Phaliron Velodrome blev det benyttet under Sommer-OL 1896, hvor franskmanden Paul Masson vandt tre guldmedaljer i banecykling.
Det blev renoveret i 1960'erne og var spillested for finalen i Pokalvindernes Turnering i 1971. I 2004 blev det totalt revet helt ned og opbygget fra grunden og fik en helt anden orientering. Den fuldstændige genopbygning blev gennemført på rekordtid og varede kun 14 måneder, så stadion lige nåede at stå færdigt til fodboldturneringen ved Sommer-OL 2004. Det fik en kapacitet på 32.500 tilskuere, alle siddepladser. Under OL blev mændenes finalekamp samt kampen om bronze i kvindernes turnering spillet på dette stadion.
Efter at den sidste aftale udløb i 1998, bruger Olympiakos nu igen stadionet på en 49-årig lejeaftale fra 2003 til 2052, og det anses traditionelt for klubbens egentlige hjemmebane. I 2002, da Olympiakos' præsident Sokrates Kokkalis bekendtgjorde beslutningen om at genopbygge Karaiskakis, udtrykte han håb om, at det nye stadion også ville blive brugt af Ethnikos Piræus, hvis de selv ønskede det, eftersom Karaiskaki er den historiske hjemmebane for både Olympiakos og Ethnikos. Derfor er der i kontrakten mellem Grækenlands olympiske komite, som ejer stadionet, og Olympiakos en klausul om, at hvis Ethnikos ønsker at vende tilbage til stadionet, kan de gøre det uden at skulle betale nogen vedligeholdelses- eller andre stadion-relaterede omkostninger af betydning, eftersom disse bliver dækket af Olympiakos. Situationen ved sæsonen 2010/11 er, at Ethnikos ikke endnu har valgt at gøre brug af muligheden.
Det gennemsnitlige billetsalg er i de sidste tiår højere end for noget andet hold i Grækenlands Superliga. Det har sjældent været under 25.000 og forventes ikke at falde inden for en overskuelig fremtid.
Tidligere lå billetsalget til landskampe også højere, men det skyldtes for en stor del det græske landsholds succes ved EM i fodbold 2004. I 2008 og efter Grækenlands skuffende resultat ved EM i fodbold 2008, faldt tilskuertallet til landskampe drastisk, hvilke fik sportsministeren til at ændre spillestedet til Iraklio på Kreta.
I juni 2005 blev Karaiskaki en biograf (Cine Karaiskakis) med et lærred, der er 20 m langt og 10 m bredt, hvor der spillet dagligt mellem kl. 21 og 23 og længere endnu i weekenden. Der vistes film som Batman Begins og andre. Stadionet fungerede sidste gang som biograf lørdag 13. august 2005.
Kunstnere som Evanescence, 50 Cent, Aerosmith, Rihanna & The Scorpions har blandt andre afviklet shows på stadion.
21 tilhængere af Olympiakos F.C. mistede livet i udgang 7 (Θύρα 7) efter en kamp mellem Olympiakos og AEK Athen (6-0) den 8. februar 1981. Ulykken er bredt kendt som Karaiskakis Stadion-katastrofen. Til minde om denne sørgelige begivenhed, er nogle sæder på den tribune, som nu er ved udgang 7, nu malet sorte i stedet for røde, så de danner tallet 7. På den østlige side af stadion er der desuden et monument med navnene på alle de 21 tilhængere, der omkom på denne dag.

## Stadions faciliteter
Indtil UEFA ændrede klassifikation i 2006, var Karaiskakis Stadion klassificeret som et 4-stjernet fodboldstadion sammen med kun 13 andre i Europa, hvilket betød, at det var kvalificeret til at kunne afholde finalen i UEFA Champions League, hvis det blev udvalgt. Det har 40 VIP-lounger og suiter, som kan rumme op til 472 personer, en pressemødehal, med 130 pladser, 200 pladser til presse- og mediedækning, et helt indkøbscenter med restauranter, konditorier, detailhandel og tøjbutikker, en idrætshal og endvidere et museum tilegnet Olympiakos CFP's historie. Der er 10 automatiske billetteringsmaskiner omkring stadion til at udskrive billetter for dem, som har bestilt dem via internettet eller pr. telefon. Endvidere er der et parkeringsområde for indtil 2.500 biler uden ekstrabetaling. Takket være dets moderne layout kan tribunerne tømmes på kun 7 minutter. Stadionets restauranter og butikker holder åbent under koncerter og kampe og holder sommetider åbent samtidig med den gængse daglige åbningstid for græske varehuse og butikker.
Det er let at komme til stadion med metroen til stationen "Faliro", hvilket tager 20 minutter fra centrum, eller med transitoget til stationen "S.E.F.", som ligger omkring 40 minutter fra Athens centrum.